# Aren't You Dead Yet?
Aren't You Dead Yet? är det svenska thrash metal-bandet Carnal Forges femte studioalbum. Det släpptes i juni 2004 på Century Media Records och var bandets sista skiva på detta bolag och även den sista med vokalisten Jonas Kjellgren. Albumet gavs även ut i Japan.

## Låtlista
1. "Decades of Despair" – 3:02
2. "My Suicide" – 3:54
3. "Burn Them Alive" – 4:26
4. "Waiting for Sundown" – 3:14
5. "Exploding Veins" – 4:08
6. "Sacred Flame" – 2:33
7. "Inhuman" – 3:28
8. "Final Hour in Hell" – 3:07
9. "Totally Worthless" – 4:23
10. "The Strength of Misery" – 3:25

Bonusspår på japanska utgåvan
1. "Ruler of Your Blood" – 3:33

## Medverkande
Musiker
- Jonas Kjellgren – sång
- Jari Kuusisto – gitarr
- Petri Kuusisto – gitarr
- Lars Lindén – basgitarr
- Stefan Westerberg – trummor

Bidragande musiker
- Dino Medanhodzic – gitarr

Produktion
- Pelle Saether – inspelningstekniker
- Jonas Kjellgren – inspelningstekniker
- Lars Lindén – inspelningstekniker
- Peter In de Betou – mastering
- Björn Gooßes – albumkonst
- Jonas Bilberg – foto